# S·克雷格·札勒
史蒂芬·克雷格·札勒（英語：Steven Craig Zahler，1973年1月23日—），美國男小說家、編劇、導演、攝影指導及音樂家。札勒撰寫過各類型的小說，包括西部、犯罪和科幻，獲得了文學界榮譽的肯定。
除了小說家外，他在音樂界及電影界亦有涉足；身為鼓手、詞作者和歌手的他已推出了多張專輯，且也會為自己執導的電影作曲，如《戰斧骨》（2015年）、《99號牢房的賽局》（2017年）及《高壓制裁》（2018年）。

## 生平
S·克雷格·札勒出生於佛羅里達州邁阿密。他的事業以小說家和音樂家起步，組了名為的重金屬樂團，出版的多部小說在美國受到好評。札勒從小就喜歡電影，曾把自己最喜歡的《城市王子》（1981年）看了20多遍。他到紐約大學的電影學院學習並專注於動畫和電影攝影。畢業後，參與拍攝的幾部獨立電影都沒有成功，於是開始寫博客。擔任電影攝影指導期間，曾在一堆獨立電影中工作，並學會瞭如何讓低預算電影看起來像話，但他意識到素材才是成品好壞的關鍵，「我幾乎拍過不好或糟糕的電影，發現無論我做什麼作為攝影指導並沒有真正改變最終產品，所以我開始越來越專注於寫作。」在寫作期間，札勒還編寫了20多部電影劇本在好萊塢兜售謀生，但多數劇本都未拍成電影，令札勒灰心。
札勒在參與過幾部短片的製作後，2015年得以推出首部自編自導的長片作品《戰斧骨》。《戰斧骨》是部低成本的西部恐怖片，受到外界正面居多的評價。之後隨即拍攝了同樣成功的驚悚片《99號牢房的賽局》（2017年）及《高壓制裁》（2018年）。2021年3月受訪時表示手上持有三部處於開發階段的電影項目：已開發多年、自己同名小說《哈格·奇克潘尼：異常兒童的咒語》的改編電影；劇情背景設定於1970年代的犯罪片《強人之怒》（Fury of the Strongman）；最後是細節處於保密的恐怖片。這三部電影的開發處於優先事項，同時他還打算在串流媒體平台上製作一部西部迷你劇。
據《綜藝》2024年5月的報導，札勒將編導黑幫驚悚片《賭徒與打手》（The Bookie & the Bruiser）。

## 小說作品
- 2010：《豺狼之眾》（A Congregation of Jackals）[5]
- 2013：《破碎之地的幽靈》（Wraiths of the Broken Land）[5]
- 2014：《墓誌銘公司》（Corpus Chrome, Inc.）[5]
- 2014：《甘森北街（英语：Mean Business on North Ganson Street）》[5]
- 2018：《哈格·奇克潘尼：異常兒童的咒語（英语：Hug Chickenpenny: The Panegyric of an Anomalous Child）》[5]
- 2020：《傾斜天溝》（The Slanted Gutter）
- 2021：《可怕戴維努斯博士的禁忌手術》（Forbidden Surgeries of the Hideous Dr. Divinus，圖畫小說）
- 2022：《來自古宇宙的生物》（Organisms from an Ancient Cosmos，圖畫小說）

## 影視作品
| 年份 | 標題                     | 職位 | 職位 | 職位     | 職位 | 附註 |
| 年份 | 標題                     | 導演 | 編劇 | 攝影指導 | 作曲 | 附註 |
| ---- | ------------------------ | ---- | ---- | -------- | ---- | ---- |
| 1995 | 《八月路》（August Roads）           |      |      | 是       |      | 短片 |
| 1996 | 《華沙故事》（Warsaw Story）         |      |      | 是       |      | 短片 |
| 1997 | 《露西亞的夢》（Lucia's Dream）       |      |      | 是       |      | 短片 |
| 2003 | 《公雞》（Rooster）             |      |      | 是       |      | 短片 |
| 2011 | 《瘋人院事件》           |      | 是   |          |      |      |
| 2015 | 《戰斧骨》               | 是   | 是   |          | 是   |      |
| 2017 | 《99號牢房的賽局》       | 是   | 是   |          | 是   |      |
| 2018 | 《魔偶奇譚：小小德意志》 |      | 是   |          |      |      |
| 2018 | 《高壓制裁》             | 是   | 是   |          | 是   |      |

## 專輯作品
當作為一名金屬音樂家時，札勒會以「Czar」作為暱稱。而當作為配樂作曲家和合成器Binary Reptile時則會使用自己的真名。
Charnel Valley
- 《The Dark Archives》（2005年，Paragon Records）[6]
- 《The Igneous Race》（2007年，Paragon Records）[7]

Realmbuilder
- 《Summon the Stone Throwers》（2009年，I Hate Records）[8]
- 《Fortifications of the Pale Architect》（2011年，I Hate Records）[9]
- 《Blue Flame Cavalry》（2013年，I Hate Records）[10]

Jeff Herriott & S·克雷格·札勒 / Binary Reptile
- 《戰斧骨（電影原聲帶）》（2015年，Lakeshore Records）
- 《Crawl into the Narrow Caves》（2017年，Lakeshore Records，以Binary Reptile的名義）
- 《99號牢房的賽局（電影原聲帶）》（2017年，Lakeshore Records）
- 《高壓制裁（電影原聲帶）》（2018年，Lakeshore Records）

## 外部連結
- 官方网站
- S·克雷格·札勒在互联网电影资料库（IMDb）上的資料（英文）